# Блуфі
Блуфі (італ. Blufi, сиц. Blufi) — муніципалітет в Італії, у регіоні Сицилія,  метрополійне місто Палермо.
Блуфі розташоване на відстані близько 480 км на південь від Рима, 75 км на південний схід від Палермо.
Населення — 1042 особи (2014).
Щорічний фестиваль відбувається 8 вересня. Покровитель — Madonna dell’Olio.

## Демографія
Населення за роками:

Станом на 1 січня 2023 року в муніципалітеті офіційно проживали 34 іноземці з 11 країн, серед них 21 громадянин країн Євросоюзу.

## Сусідні муніципалітети
- Алімена
- Бомп'єтро
- Ганджі
- Петралія-Сопрана
- Петралія-Соттана
- Резуттано